# Dani Portela
Danielle Gondim Portela (Recife, 16 de fevereiro de 1975) é uma advogada, professora e política brasileira. É deputada estadual de Pernambuco pelo PSOL.

## Biografia
Adotada os sete meses de idade, seu pai Eribaldo Portela foi preso político e torturado durante a ditadura militar.
Formou-se em Direito pela Universidade Católica de Pernambuco. Atuou como advogada popular e professora de história.
Em 2018, concorreu ao cargo de governadora de Pernambuco pelo PSOL, recebendo 188.087 votos (4,97%), obtendo o 3º lugar.
Em 2020, foi eleita vereadora de Recife, sendo a mais votada do município, com 14.114 votos.
Em 2022, foi eleita deputada estadual de Pernambuco, recebendo 38.215 votos.

## Desempenho em eleições
| Ano  | Eleição                 | Candidata a       | Partido | Coligação                  | Votos           | Resultado  |
| ---- | ----------------------- | ----------------- | ------- | -------------------------- | --------------- | ---------- |
| 2018 | Estaduais em Pernambuco | Governadora       | PSOL    | PSOL, PCB                  | 188.087 (4,97%) | Não eleita |
| 2020 | Municipal do Recife     | Vereadora         | PSOL    | sem coligação proporcional | 14.114 (1,73%)  | Eleita     |
| 2022 | Estaduais em Pernambuco | Deputada Estadual | PSOL    | Federação PSOL REDE        | 38.215 (0,76%)  | Eleita     |
| 2024 | Municipal do Recife     | Prefeita          | PSOL    | Federação PSOL Rede, PCB   | 35.110 (3,78%)  | Não eleita |